# Strotklepje
Het strotklepje  of epiglottis  is een dun, dekselachtig kraakbeenklepje, bedekt met een slijmvlies, dat zich aan de basis van de tong bevindt. Dit klepje controleert de toegang tot de ruimte tussen de stembanden en vormt in feite de ingang van de glottis. De epiglottis is ook een van de kraakbeenstructuren die het strottenhoofd vormen.
Normaal gezien is de klep naar boven gericht, maar bij het slikken wordt door het optrekken en naar voren verplaatsen van het strottenhoofd (waarbij zowel het tongbeen als de larynx iets omhoog gaan) het strotklepje in een passieve beweging als een deksel boven de stembanden naar beneden gevouwen, zodat voedsel en drank via de slokdarm naar de maag gaan en niet in de luchtpijp terecht kunnen komen. De epiglottis heeft daarnaast een belangrijke functie bij het produceren van bepaalde spraakklanken, de zogeheten epiglottalen.
Ontsteking van het strotklepje wordt epiglottitis genoemd.
De epiglottis kan zichtbaar gemaakt worden met behulp van een keelspiegel.
Strotklepje (epiglottis) · Strottenhoofd (larynx) · Luchtpijp (trachea) · Luchtpijpvertakkingen (bronchi) · Bronchioli · Longblaasjes (alveolen) · Longen

Ademhaling · Stembanden